# Dalkowo, West Pomeranian Voivodeship
Dalkowo [dalˈkɔvɔ] là một khu định cư ở khu hành chính của Gmina Biały Bór, thuộc hạt Szczecinek, West Pomeranian Voivodeship, ở phía tây bắc Ba Lan. Nó nằm khoảng 3 kilômét (2 mi) phía đông bắc của Biały Bór, 25 km (16 mi) về phía đông bắc của Szczecinek và 161 km (100 mi) về phía đông của thủ đô khu vực Szczecin.
Trước năm 1945, khu vực này là một phần của Đức. Đối với lịch sử của khu vực, xem Lịch sử của Pomerania.
Khu định cư có dân số 12 người.